# Martin Schmid (politicus)
Martin Schmid (Thusis, 24 mei 1969) is een Zwitsers advocaat en politicus voor de Vrijzinnig-Democratische Partij.De Liberalen (FDP/PLR) uit het kanton Graubünden. Hij zetelt sinds 2011 in de Kantonsraad.

## Biografie

### Opleiding
Martin Schmid studeerde rechten aan de Universiteit van Sankt Gallen en behaalde er in 1995 zijn diploma. Vervolgens vestigde hij zich als advocaat in 1997. Van dat jaar tot in 2000 was hij assistent aan de universiteit, waar hij in 2005 een doctoraat behaalde.

### Politicus
Van mei 1994 tot december 2002 was Schmid lid van de Grote Raad van Graubünden. Op 24 maart 2002 wordt hij verkozen als lid van de Regering van Graubünden als chef van het departement Justitie, Veiligheid en Volksgezondheid, een functie die hij zou bekleden vanaf 1 januari 2003. In 2008 werd hij vervolgens chef van het departement Financiën en Gemeentes. In 2007 en 2011 was hij voorzitter van de regering.
Bij de parlementsverkiezingen van 2011 werd hij verkozen in de Kantonsraad. In 2015 en in 2019 werd hij herverkozen.